# Alina Freund
Alina Freund (Múnich, Baviera, 1 de octubre de 1997) es una actriz alemana.
Es conocida por interpretar a Kika Superbruja en la película de Disney "Hexe Lilli, der Drache und das magische Buch, en la que también participó la española Pilar Bardem. Y fue una niña muy famosa en esos momentos.

## Galardones
- 2009: Goldener Spatz como mejor actriz promesa por Kika Superbruja y el libro de los hechizos
- 2009: Der weiße Elefant por Kika Superbruja y el libro de los hechizos

## Filmografía (selección)
- 2004: Der Bergpfarrer
- 2005: Ausgerechnet Weihnachten
- 2005: Der Bergpfarrer 2 - Heimweh nach Hohenau
- 2007: Alma ermittelt - Tango und Tod
- 2007: Annas Alptraum kurz nach 6
- 2008: Im Winter ein Jahr
- 2009: Hexe Lilli, der Drache und das magische Buch
- 2009: Mein Nachbar, sein Dackel & ich
- 2009/2010: Der Alte (Episodenrollen)
- 2010: Das zweite Wunder von Loch Ness
- 2011: Kika Superbruja y el viaje a Mandolán

## Doblaje
- 2009: Santa Buddies como Mini
- 2010: Gake no ue no Ponyo como Ponyo